# Sonate di Händel per solista (Walsh)

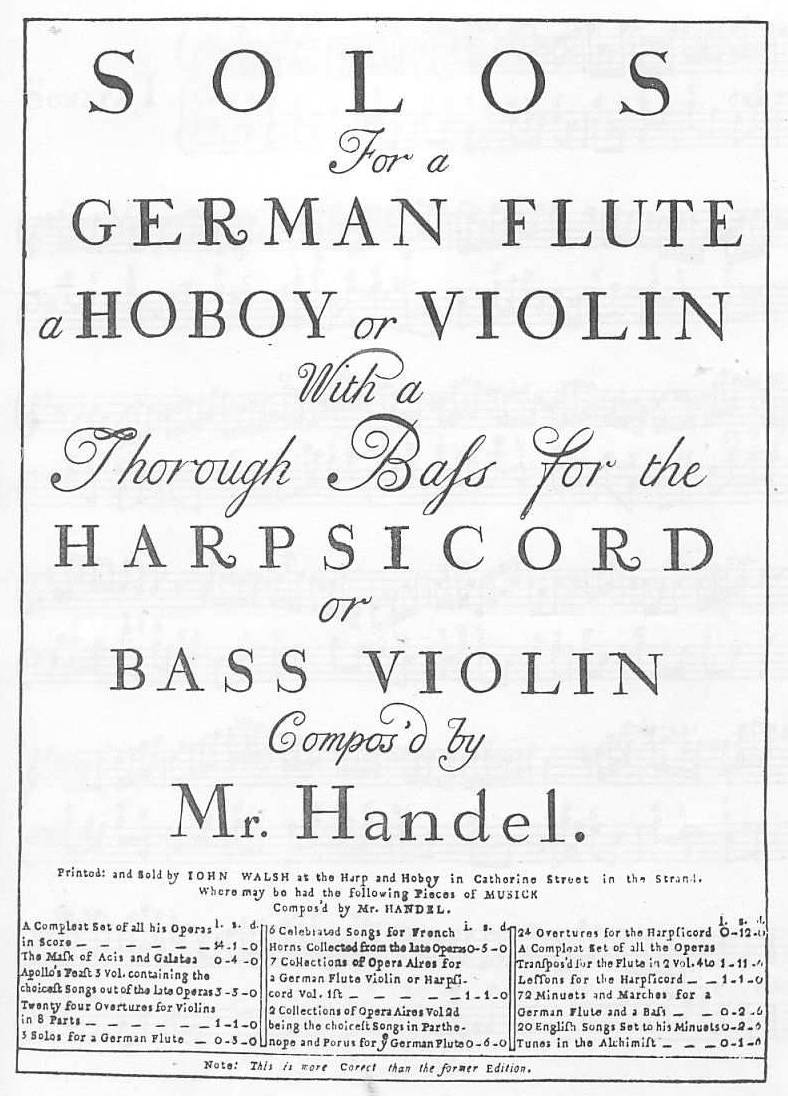
Cover of Walsh's 1732 publication.

Soli per un Flauto Tedesco un Oboe o Violino con Basso Continuo per Clavicembalo o Violino Basso composto dal Sig Handel fu pubblicato da John Walsh nel 1732. Esso contiene una serie di dodici sonate per vari strumenti, composte da Georg Friedrich Händel. La pubblicazione di 63 pagine comprende le sonate che sono generalmente note come Opus 1 di Händel (tre sonate "Opus 1" extra sono state aggiunte in un'edizione successiva da Chrysander).
L'edizione del 1732 (che mostra nella parte inferiore della pagina del titolo la scritta "Nota: Questa è più coretta (sic) dell'edizione precedente") è stata per lo più ristampata dalle tavole di una precedente pubblicazione del 1730, intitolata Sonates pour un Traversiere un Violon ou Hautbois Con Basso Continuo Composées par G. F. Handel, presumibilmente stampata ad Amsterdam da Jeanne Roger, ma ora dimostrato essere stato un falso da Walsh (la data è ben dopo la morte di Jeanne Roger nel 1722). C'era in seguito anche una terza edizione di una data incerta, che porta la tavola n. 407.
Ogni sonata mostra la melodia e la linea dei bassi, con la speranza che un tastierista competente avrebbe fornito le parti interne omesse in base alle marcature del basso figurato. Per gli standard moderni, la musica nella pubblicazione ha un aspetto primitivo, con note schiacciate e distanze irregolari, steli e larghezze di battuta, come si può vedere nell'immagine della pagina 1 (riprodotta qui di seguito in questo articolo). (N.d.t.: purtroppo l'immagine non è disponibile per mancanza di licenza).
Nonostante i titoli in entrambe le edizioni, quattro delle sonate sono per un quarto strumento: il flauto dolce.

## Sommario
La seguente tabella elenca ciascuna delle sonate incluse da Walsh nella sua pubblicazione del 1732, così come le informazioni sullo strumento, la chiave e la sonata originale di Händel.
| Sonata      | Strumento    | Segno della chiave | Sonata di Händel |
| ----------- | ------------ | ------------------ | --- |
| Sonata I    | Flauto       | Mi minore          | Flauto sonata in Mi minore (HWV 359b). This is the same sonata as Chrysander's Sonata Ib. |
| Sonata II   | Flauto dolce | Sol minore         | Flauto dolce sonata in Sol minore (HWV 360). |
| Sonata III  | Violino      | La maggiore        | Violino sonata in La maggiore (HWV 361). |
| Sonata IV   | Flauto dolce | La minore          | Flauto dolce sonata in La minore (HWV 362). |
| Sonata V    | Flauto       | Sol maggiore       | Flauto sonata in Sol maggiore (HWV 363b). |
| Sonata VI   | Oboe         | Sol minore         | Violino sonata in Sol minore (HWV 364a). |
| Sonata VII  | Flauto dolce | Do maggiore        | Flauto dolce sonata in Do maggiore (HWV 365). |
| Sonata VIII | Oboe         | Do minore          | Oboe sonata in Do minore (HWV 366). |
| Sonata IX   | Flauto       | Si minore          | Flauto sonata in Si minore (HWV 367b). Walsh pubblicò quello che oggi è considerato essere l’Opus 1 n. 9 ter di Händel. (l’Opus 1 No. 9 bis di Händel è la Sonata per Flauto dolce in Re minore (HWV 367A).) |
| Sonata X    | Violino      | Sol minore         | Violino sonata in Sol minore (HWV 368). Probabilmente spuria. |
| Sonata XI   | Flauto dolce | Fa maggiore        | Flauto dolce sonata in Fa maggiore (HWV 369). |
| Sonata XII  | Violino      | Fa maggiore        | Violino sonata in Fa maggiore (HWV 370). Probabilmente spuria. |

La seguente tabella elenca le sonate incluse da Walsh nella sua pubblicazione del 1730. Le Sonate I - IX e XI erano come per la pubblicazione del 1732 (definite sopra).
| Sonata     | Instrument | Key signature | Handel's sonata                                                                                                   |
| ---------- | ---------- | ------------- | --- |
| Sonata X   | Violino    | La maggiore   | Violin sonata in A major (HWV 372). Probably spurious. Designated Opus 1, No. 14 by the later Chrysander edition. |
| Sonata XII | Violino    | Mi maggiore   | Violin sonata in E major (HWV 373). Probably spurious. Designated Opus 1, No. 15 by the later Chrysander edition. |